# Beverley Binda
Beverley Binda ist eine Maskenbildnerin.

## Leben
Binda begann ihre Karriere im Filmstab 1996 beim britischen Fernsehen. Gleich für ihren ersten Film, John Maddens Historiendrama Ihre Majestät Mrs. Brown, war sie 1998 zusammen mit Lisa Westcott und Veronica Brebner für den Oscar in der Kategorie Bestes Make-up und beste Frisuren nominiert, es gewann in diesem Jahr jedoch der Science-Fiction-Film Men in Black. Sie arbeitete in der Folge an den beiden Hellboy-Verfilmungen von Guillermo del Toro sowie an John Maddens Best Exotic Marigold Hotel und Best Exotic Marigold Hotel 2.
Binda war neben ihren Filmengagements auch gelegentlich für das Fernsehen tätig, unter anderem an der BBC-Miniserie Bleak House, einer Adaption des gleichnamigen Romans von Charles Dickens. Für ihr Wirken an der HBO-Produktion Die legendären blonden Bombshells war sie 2001 für einen Primetime Emmy nominiert.

## Filmografie (Auswahl)
- 1997: Ihre Majestät Mrs. Brown (Mrs Brown)
- 2001: From Hell
- 2004: Hellboy
- 2008: Hellboy – Die goldene Armee (Hellboy II: The Golden Army)
- 2011: Best Exotic Marigold Hotel (The Best Exotic Marigold Hotel)
- 2015: Best Exotic Marigold Hotel 2 (The Second Best Exotic Marigold Hotel)
- 2016: Bastille Day
- 2017: Tulpenfieber (Tulip Fever)
- 2018: The Favourite – Intrigen und Irrsinn (The Favourite)
- 2020: Der geheime Garten (The Secret Garden)
- 2021: James Bond 007: Keine Zeit zu sterben (No Time to Die)

## Auszeichnungen (Auswahl)
- 1998: Oscar-Nominierung in der Kategorie Bestes Make-up und beste Frisuren für Ihre Majestät Mrs. Brown